# منظمة المثليات والمثليين بين الجامعات
منظمة المثليات والمثليين بين الجامعات (بالتركية: Üniversitelerarası Lezbiyen ve Gey Topluluğu - LEGATO)‏ هي منظمة لمجتمع الميم في تركيا تستهدف طلاب الجامعات. إنها أكبر منظمة لمجتمع الميم في تركيا.

## التاريخ
بدأت فكرة الجمع بين طلاب الجامعات المثليين في عام 1996. بعد ذلك بوقت قصير تم تسميته منظمة المثليات والمثليين بين الجامعات (LEGATO). في عام 1997، افتتحت المجموعة، المستوحاة من METU، مكتبًا آخر في جامعة حجة تبة. في السنوات الأولى لمنظمة المثليات والمثليين بين الجامعات، شاركت المنظمة في العديد من الأنشطة المتعلقة بمجتمع الميم، مثل افتتاح المدرجات في مهرجانات الربيع، وترتيب الاجتماعات الأسبوعية، وبث الأفلام، ووضع الملصقات، وما إلى ذلك. وهكذا، أصبح العديد من طلاب الجامعات تدريجياً أكثر وعيًا بمجتمع المثليين في جامعاتهم. ومع ذلك، فإن كونهم أعضاءً أو مؤسسين لأي من المجموعتين يُفسد فرصهم في التخرج.
وجدت منظمة المثليات والمثليين بين الجامعات الحياة مرة أخرى بعد التزام الصمت، بعد عامين، مع كون مجموعة GayAnkara هي مقدمة المشروع. كمرحلة أولى، افتتحت في 28 يونيو 2000 قوائم البريد الإلكتروني لـ23 جامعة (84 اعتبارًا من عام 2006).
بدأت منظمة المثليات والمثليين بين الجامعات في الانتشار من أنقرة إلى إسطنبول بدءً من جامعة بوغازجي. سرعان ما تم تنظيم اجتماعات في حرم الجامعات، وإنشاء موقع على شبكة الإنترنت، كما شاركت المجموعة في العديد من الأنشطة الثقافية. في غضون ذلك، كانت قائمة عناوين البريد الإلكتروني تتوسع، وكذلك المجموعة.
في 20 ديسمبر 2000، حافظت منظمة المثليات والمثليين بين الجامعات على الاتصال مع بعضها البعض من خلال إنشاء قائمة اتحاد Legato. في 10 يناير 2001، رتبت جميع مكاتب المنظمة في إسطنبول (أكثر من 60) تجمعًا كبيرًا واحدًا.
في 19 يناير 2002، لم تكن أي من الجامعات قادرة على الحفاظ على مستويات الحضور بنفسها وتعتزم الاستمرار، لذلك قررت جميع فروع منظمة المثليات والمثليين بين الجامعات في إسطنبول الاندماج كمجموعة واحدة موحدة. من هذا اليوم فصاعدًا، أصبحت المنظمة أسرع وأكثر تنظيمًا. تتكون المنظمة من الطلاب والخريجين والأكاديميين حتى يومنا هذا، ويمكن القول إنها أكبر وأنشط مجموعة مثليين جنسيًا في تركيا.

## الأهداف
- الجمع بين طلاب الجامعات المثليين
- تثقيف المجتمع التركي أكثر حول المثليين جنسيًا
- معالجة رهاب المثلية
- الحفاظ على الاتصال بين طلاب الجامعات المثليين جنسيًا
- دعم الطلاب المثليين خلال حياتهم في الجامعة

## بعض أنشطة LEGATO
- اللقاء السابع لطلاب علم الاجتماع
- مهرجان الموسيقى H2000 - موقف مجتمع الميم
- مشروع الاستجواب الجنسي - لوحة قائمة في جامعة سابانجي
- مهرجانات الربيع - جناح / عروض مجتمع الميم في جامعات حجة تبة، وبوغازجي
- مؤتمر رهاب المثلية - جناح / عرض في جامعة اسطنبول بيلجي
- نزهة LEGATO التقليدية في Anadolu Kavağı في إسطنبول
- اجتماع ILGA-Europe بلشبونة في البرتغال
- اجتماع LEGATO في 28 أكتوبر 2002 في إسطنبول
- احتجاجات مناهضة للحرب في إسطنبول وأنقرة
- مسيرة فخر في إسطنبول بتاريخ 1 مايو
- فيلم Legato يعرض فيلم Cahil Periler
- حفلة LEGATO الأولى في 14 ديسمبر 2002 في مقهى مور / مور في إسطنبول
- حفلة LEGATO الثاني في 18 فبراير 2003 في دوش بيرا في إسطنبول
- حفلة LEGATO الثالثة في 28 أبريل 2003 لوف دانس بوينت، إسطنبول
- مهرجانات ربيع معمار سنان في إسطنبول
- مهرجانات الربيع METU في أنقرة
- عنف وتمييز موجه لندوة المثليين في جامعة اسطنبول بيلجي
- اتحاد خريجي جامعة بوغازجي - تقرير مجلة بوغازجي
- تقرير صحيفة راديكال
- تقرير جريدة صباح الماليزية

## روابط خارجية
- موقع LEGATO الإلكتروني باللغة التركية